# Carlos Brickmann
Carlos Ernani Brickmann (Franca, 7 de outubro de 1944 -  São Paulo, 17 de dezembro de 2022) foi um jornalista e escritor brasileiro.

## Biografia
Nascido numa família judaica, Brickmann mudou-se para a capital bastante jovem e teve sua primeira experiência profissional aos dezenove anos, como copy desk, no jornal Folha de S.Paulo em 1963. Num período de 10 anos atuou em diversos veículos de informação, como o Jornal do Brasil, O Estado de São Paulo, a Revista Visão e o Jornal da Tarde.
Esteve na direção da Rede Bandeirantes entre os anos de 1978 e 1980. Em 1978 ganhou um prêmio Associação Paulista de Críticos de Arte, a APCA.
Em 1984 era repórter do jornal Folha de S.Paulo e foi um dos primeiros a fazer a cobertura das manifestações que reinvidicavam as eleições diretas. Sua reportagem intitulada “300 mil nas ruas pelas diretas” publicada em 26 de janeiro de 1984 é considerada histórica.
Em 1989 Brickman se envolveu com a campanha eleitoral de Paulo Maluf, na época do PDS, que almejava o cargo de presidente. Após a derrota de Maluf, Brickmann retornou ao corpo editorial da Folha da Tarde, onde permaneceu até 1991. Nesse mesmo ano começou a atuar na direção de comunicação da Vasp. Em 1992 Paulo Maluf concorreu ao cargo de Prefeito de São Paulo e Brickman integrou a equipe como coordenador da campanha.
Carlos Brickmann também redigiu colunas para o Correio Popular, para a Folha de Pernambuco e para o site Observatório da Imprensa. Criou a Brickmann & Associados Comunicação em 1993, junto com a jornalista Marli Gonçalves. Era conhecido por seu estilo fluente e divertido e pelo uso de humor ácido.

Brickmann estava internado no Hospital Sírio-Libanês havia três meses e morreu em 17 de dezembro de 2022 por infecção generalizada como consequencia de uma infecção urinária. Foi sepultado no Cemitério Israelita do Butantã, na capital paulista.